# フランク・デュークス
フランク・ウィリアム・デュークス(Frank William Dux  [ˈdjuːks])は、カナダ出身の武術家、擬斗師、作家。
本人の話によれば、十代の頃に日本の「センゾー・タナカ」なる忍術の専門家に師事し、「Dux Ryu Ninjitsu(デュークス流忍術?)」という独自の忍術の学校を設立した。1975年に「Kumite」という秘密の武術大会で優勝したと語っている。この「Kumite」での優勝の話から、ジャン＝クロード・ヴァン・ダム主演の1988年の映画『ブラッド・スポーツ』が制作された。
さらに1975年から1981年まで海兵隊に所属し、東南アジアでの極秘任務にあたり名誉勲章を授与されたと主張している。CIAにも、ウィリアム・J・ケーシー長官の下で働いたと語っている。
しかし、これらの経歴については様々な方面から疑問や矛盾の指摘が上がっており、真偽は不明である。

## 生い立ち
デュークスは、1956年4月6日にカナダのトロントに生まれた。彼が7歳の時に家族はカリフォルニアに転居し、その後グラント高校に通った。デュークスは、彼曰く”世界的に有名な”40代にわたる戦士の子孫であるという、「センゾー・"タイガー"・タナカ」によって忍術の修行を受けたと述べている。デュークスによると、彼が16歳の時に忍術の修行のため、タナカが日本の益田に彼を連れていったという。

## 経歴
デュークスは1975年から1981年までアメリカ海兵隊に所属し、この期間中に東南アジアでの極秘任務に派遣され、名誉勲章を授与されたと述べた。デュークスは、Black Belt誌の1980年9月と10月号の記事を執筆し、近接格闘やそこでのナイフのテクニックについてのアドバイスをした。「東南アジアの実戦で磨かれたナイフ捌き」や「テコンドーやその他武術で黒帯を持っている」とも記した。彼はまた、1987年にInside Kung Fu誌のナイフの戦いに関する記事を共同執筆した。
デュークスは、1975年にバハマで開催された「Kumite」と呼ばれる武術大会に参加した。これは5年ごとに秘密裏に開催される、60ラウンドのトーナメント戦であるという。彼の話は、1980年11月のBlack Belt誌で最初に取り上げられた。デュークスによると、彼はイベントについて公に話す許可を与えられた最初の人物であり、トーナメントで優勝した最初の西洋人であり、最多連続ノックアウト（56）と最速のノックアウト（ 0.12秒）の記録を持つという。1988年の映画『ブラッド・スポーツ』は、彼の「Kumite」での勝利に基づいているという。映画の公開時には、ロサンゼルスのウッドランドヒルズとノースハリウッドで武術学校を運営しており、甲賀流にルーツを持つ独自の流派、「適応と変化」を旨とする「Dux Ryu Ninjitsu」を教えていた。デュークスは、映画『ブラッド・スポーツ』でのファイト・コーディネーターとして、また1990年の映画『ライオンハート』と1993年の映画『オンリー・ザ・ストロング』にも協力した。
1993年、デュークスはロサンゼルスで開催された第2回Draka Martial Arts Trade Showに参加し、キックボクサーのゼイン・フレイジャーと対決した。デュークスは以前にフレイジャーを雇ってクラスを教えていたが、フレイジャーはデュークスが彼に報酬を支払っていないと主張している。結果はフレイジャーが勝利をもって証明したが、この戦いを目撃したホリオン・グレイシーとアート・デイビーは、その後フレイジャーにアルティメット・ファイティング・チャンピオンシップ(UFC)でのポジションを提供した。デュークスは、フレイジャーがブラスナックルを装着して不意打ちをしたと述べている。しかし他の格闘技の記述でこれについては言及していない。総合格闘技(MMA)のレフェリー、ジョン・マッカーシーを含む複数の情報源とも矛盾している。
デュークスは1996年に、『The Secret Man: An American Warrior's Uncensored Story』という本を発表した。本によれば、CIA長官ウィリアム・J・ケーシーがトイレで彼に会えるよう手配し、極秘任務につくよう要求したという。任務にはニカラグアの燃料補給所やイラクの化学兵器工場での破壊工作が含まれる。
1996年の映画『クエスト』では、デュークスは主演のジャン＝クロード・ヴァン・ダムと共に「原案(Story)」としてクレジットされている。しかし映画の公開後に、デュークスは契約違反を理由にヴァン・ダムを訴えた。理由は、完成した映画が2人が以前に書いた「The New Dragon」とあまりにも似ていたからというものだった。1998年にデュークスの訴えは棄却された。陪審員は「1994年のノースリッジ地震でヴァン・ダムと合意したテープが失われた」というものを含むデュークスの証言を、「信用できない」と判断した。デュークスは判決に対して控訴したが、これも1999年に却下された。

## 経歴の疑義

### 軍歴と名誉勲章について
情報公開法によって得られた記録によれば、デュークスは外国の任務に従事したことはなく、名誉勲章やその他の賞も与えられていないとされ、「気まぐれで突飛な言動をすることがあった」ともいう。デュークスは、軍隊が自分の信用を傷つけるために、彼の記録の公開を妨害したと述べている。軍服姿のデュークスの写真は、略綬が間違った順序で着用されている。しかも彼が着けている名誉勲章は、海兵隊ではなく陸軍の隊員に与えられるものである。1988年に写真について問われたデュークスは、ロサンゼルス・タイムズのジョン・ジョンソンに、軍に間違ったメダルを授与された理由を説明することができなかった。制服は単なるハロウィンの衣装だった。
B・G・バーケットは、2000年にコルビー賞を受賞した彼の著書『Stolen Valor』の中で、「デュークスは軍での活躍や受賞の歴史を作り上げたが、実際にはベトナムでの働きはなく、入隊する前に戦争が終わった」と述べている。デュークスは1980年にBlack Belt誌で、「ベトナム紛争中の著名な軍事記録」を記述していたが、「東南アジアでの極秘任務においてのみで、ベトナムで仕事したと主張したことはない」と答えた。Inside Kung Fu誌での1987年のデュークスとのインタビューは、彼を「ベトナムの退役軍人」として紹介している。作家のラルフ・キーズとナイジェル・ウェストも、デュークスの軍歴に異議を唱えた。Soldier of Fortune誌も同様である。『ブラッド・スポーツ』で「原案(Story)」としてクレジットされているシェルドン・レティックは、「デュークスは当初、彼がもらったとするメダルを私に見せたが、数年後に人々が彼を疑うようになった後、メダルの話をしなくなり、私にそのような話はしていないと信じさせようとすらした。」と、2012年に語っている。

### 「Kumite」について
デュークスの「Kumite」での優勝を最初に紹介した、1980年のBlack Belt誌の記事の著者であるジョン・スチュワートは、1988年に記事を書いたことに後悔の念を表明した。「当時の自分は単純に彼の話を信じてしまった。」と語り、"物語"が紹介された後に「彼の軍歴に関する疑問が呈された」との情報を知らされた。1988年、当時のBlack Belt誌の編集者であるジム・コールマンは、デュークスの話は「虚偽の前提に基づいている」と述べ、「そのような大会の証拠を見つけることができなかった」とも述べた。彼は1996年に再び同様の声明を発表している。バハマスポーツ省のケネス・ウィルソンは、「Kumite」の存在に異議を唱え、「その規模の武術大会を秘密にしておくことは不可能だ」と語った。ジョン・ジョンソンによると、「Kumite」を開催したとされる組織の請求書には、デュークスが唯一の連絡先として記載されており、優勝したと主張するトロフィーのベースは、地元のトロフィーストアで購入されたものだという。デュークスはジョンソンに、「リチャード・ロビンソン」という男と話すように言った。彼は「Kumite」で会ったと言った。ロビンソンはデュークスの話を最初に確認し、「彼はローワー・メリオン高校で無敗のレスラーだったので、「Kumite」招待された」と語った。ジョンソンは後にロビンソンから「実際にデュークスと学校に通ってはいたが、その学校には通っていなかった」と明かされた。ロビンソンは、「大丈夫、何と言ったらいいのかわからない...。フランクはL.A.にいた時は、自分の相棒だった。」と語っている。
シェルドン・レティックは、「Kumite」に関するデュークスの「ホラ話」を聞いた後、『ブラッド・スポーツ』のアイディアを得たと語った。デュークスは「リチャード・ベンダー」という男を紹介した。彼は「Kumite」にいたと主張し"物語"を裏付けた。しかし数年後、レティックに嘘をついていたと告白した。レティックはデュークスを「思い込みの激しい夢想家」と表現した。彼の「Kumite」の主張を引用して、MMAのウェブサイトFightlandは、デュークスを武道詐欺者のリストに載せている。ジョン・ジョンソンとFightlandの両者は、デュークスが彼の武道学校の宣伝のために、物語を捏造したと信じている。

### 「センゾー・"タイガー"・タナカ」について
ジョン・ジョンソンは、歴史書や他の武道の専門家からは、デュークスの師であるとされる「センゾー・"タイガー"・タナカ」の証拠を見つけることができないと報告した。デュークスはジョンソンに、タナカの居場所も生きているかもわからないと語ったが、後年に話を変えて、死に瀕したタナカから「Kumite」への参加を望んでいると言われたと語った。ジョンソンがデュークスに対し、師の名前がイアン・フレミングのジェームズ・ボンドの小説『007は二度死ぬ(You Only Live Twice)』の忍者指揮官と同じ名前だと指摘すると、デュークスはフレミングが「実在の人物から人物名を採ったのだ」と答えた。2017年3月、デュークスは田中の死亡証明書を発見したという記事を書いた。これによると、1975年にロサンゼルスで死亡したという。しかし2016年の時点では、デュークスのウェブサイトはタナカが日本で死亡したと述べている。

### 戦歴について
1980年、デュークスはBlack Belt誌に、これまでの戦いの記録は321勝1敗7引きだったと語った。2014年にはAXS TVに329勝し無敗で引退したと語った。Inside Kung Fu誌の編集者であるカーティス・ウォンは、デュークスの56連続ノックアウトが可能かどうか疑っていた。「この話を確認できるのはデュークス自身である」として、デュークスの「信じ難いほど凄い」記録を証明または反証することの難しさを論ずる者もいる。

### CIAでの仕事と著書『The Secret Man』について
何人かの著名な人物は、彼の著書『The Secret Man』でCIAのために働いたというデュークスの主張に反論した。CIAにおいてウィリアム・J・ケーシー長官の下で副長官、後に長官も務めたロバート・ゲーツは、「デュークスのことは聞いたことがなく、CIAで知っている人は誰もいなかった」と語った。デュークスは、他に働いていた人物としてノーマン・シュワルツコフ将軍とジョン・K・シングラウブ少将の名を挙げたが、どちらもデュークスの主張を否定した。シングラウブはこの本を「実質完全な創作」と呼んだ。シングラウブは自身の弁護士を通し、本を出版したReganBooksを所有するハーパーコリンズに、出版について考え直してほしいと伝えた。Soldier of Fortune誌は、本の内容に少なくとも10の穴があると述べた。例えば「ケーシーがデュークスの仕事を個人的に処理し、CIAの誰も彼のことを知らないと保証した」としながら、多くの場合他の人員から文書や支援を受けとっており、矛盾していることなどである。CIAの広報官は、この本は「全くの幻想」だとし、「CIAがこのようなことにコメントするのは珍しいが、あまりに馬鹿馬鹿しいので必要だと感じた」と語った。また、ケーシーが既に死去しているのもデュークスにとって好都合とも述べた。Publishers Weeklyのレビューでは、「昔のペーパーバック本のような回顧録で、著者の幻想的な人生の真偽を判断するのは困難」と評した。
また、デュークスは本の中で、父のアルフレッドが第二次世界大戦前にモサッドで働いており、1939年にユダヤ人旅団に加わっていたと主張した。ナイジェル・ウェストによれば、デュークスの家族史は精査に耐えるものではなく、モサッドは第二次世界大戦後まで創設されず、ユダヤ人旅団結成も、アルフレッドが参加したとされる数年後である。かつてNavy SEALsチーム5を指揮し、デュークスと同じ著作権エージェントと契約していたラリー・シモンズは、デュークスの著書の中で一緒に写った写真が取り上げられ、見出しに「SEALチームリーダーと語り合った」と書かれていた。シモンズはこれを否定し、デュークスについて「彼はアメリカの戦士ではない。彼は詐欺師だ。」と答えた。

### その他の主張について
Actions Speak Louderを書いているエリック・リヒテンフィールドによると、「デュークスは偉業が疑問視されると、証明できるものが無いのをいいことに、さらに大げさなストーリーにして反論する」と述べた。デュークスによると、「Kumite」で授与された剣を持っていないのは、後に海賊から救出された孤児の船を買おうとして売ってしまったためだという。さらにスティーヴン・セガール暗殺計画を阻止したこともあるという。デュークスの経歴に関する矛盾は、スティーヴン・K・ヘイズら彼のライバル達の仕業によるものという。
多くの情報筋はデュークスの主張を完全に否定しているが、中には彼の物語に何らかの真実があるかもしれないと考える者もいる。デュークスは、
Soldier of Fortune誌の出版社のロバート・K・ブラウンを、自分に関する記事が発表された後に名誉毀損で訴えた。聴聞会でジョン・ジョンソンは、デュークスが「Kumite」のトロフィーを購入した証拠として、領収書のコピーを提出した。しかし裁判官は領収書の日付けなどの矛盾を指摘し、証拠として許可しなかった。最終的にデュークスの訴えは却下された。UPROXXのダリエル・フィゲロアは、デュークスと彼の批判者双方の主張に穴があり、「虚偽の証拠、嘘、そしてそれらのどこかに真実がある」と述べている。Rankerのヒュー・ランドマンは、「デュークスは、経歴の多くの面に嘘や誇張があるが、少なくとも彼の物語全てが間違いとも言い切れない。『ブラッド・スポーツ』で描かれたのとは違う「Kumite」で勝利したのかもしれない。」と述べている。

## 映画でのクレジット
| 公開年 | 邦題 原題                                | クレジット          | 備考   |
| ------ | ---------------------------------------- | ------------------- | ------ |
| 1988   | ブラッド・スポーツ Bloodsport            | fight choreographer | [ 34 ] |
| 1990   | ライオンハート Lionheart                 | fight choreographer | [ 35 ] |
| 1993   | オンリー・ザ・ストロング Only the Strong | fight choreographer | [ 36 ] |
| 1996   | クエスト The Quest                       | co-author           | [ 37 ] |